# Aron Densuşianu
Aron Densuşianu (Densuș, 1837-Iași, 1900) fue un profesor y escritor rumano.

## Biografía
Nació el 9 de noviembre de 1837 en Densuș, en la región de Transilvania. Profesor universitario de literatura latina e historia en la facultad de letras de la Universidad de Iași, fue designado para dicho cargo el 25 de octubre de 1883. También fue profesor de lengua alemana en la escuela normal superior de Iași. Falleció en 1900, el día 3 de septiembre, en Iași.
Entre sus publicaciones se encontraron títulos como Să ne cunoaştem! (1879), Negriada. Epopee naţională (1879), Aventuri literare (1881), Arta poetică a lui Oraţiu (1882), Din vocalismul latin şi român (1882), Istoria limbii şi literaturii române (1885), Cercetări literare (1887), Valea vieţii (1892) y Hore oţelite (1892).